# Julie Taymor
 (août 2023).
Si vous disposez d'ouvrages ou d'articles de référence ou si vous connaissez des sites web de qualité traitant du thème abordé ici, merci de compléter l'article en donnant les références utiles à sa vérifiabilité et en les liant à la section « Notes et références ».
Julie Taymor est une metteuse en scène et réalisatrice américaine née le 15 décembre 1952.
Formée aux arts du spectacle à Paris à L'École Internationale de Théâtre Jacques Lecoq, son premier succès populaire lui vient en adaptant et mettant en scène au théâtre Le Roi lion d'après le film des studios Disney. Son nom s'est fait ensuite connaître internationalement avec le film Frida sur Frida Kahlo.
Depuis 1980, elle est la compagne du compositeur américain Elliot Goldenthal, qui a composé la musique de tous ses films et de la plupart de ses œuvres pour le théâtre.

## Filmographie
- 1992 : Fool's Fire (téléfilm)
- 1993 : Œdipus Rex (téléfilm) avec Jessye Norman et Philip Langridge
- 1999 : Titus
- 2002 : Frida
- 2007 : Across the Universe
- 2010 : The Tempest
- 2020 : The Glorias

## Théâtre
- 1984 : The King Stag, théâtre, d'après Le Roi Cerf de Carlo Gozzi
- 1985 : Liberty's Taken, musical, co-créé par David Suehsdorf et Julie Taymor
- 1986 : The Transposed Heads, musical, adapté par Sidney Goldfarb et Julie Taymor d'après la nouvelle de Thomas Mann
- 1988 : The Taming of The Shrew, théâtre, d'après La Mégère apprivoisée de William Shakespeare
- 1992 : Œdipus Rex, opéra d'Igor Stravinsky
- 1993 : La Flûte enchantée, opéra de Mozart
- 1994 : Titus Andronicus, théâtre, d'après la pièce éponyme de William Shakespeare
- 1995 : Salome, opéra de Richard Strauss, mise en scène de Julie Taymor et Andreas Liyepa
- 1996 : Le Vaisseau fantôme, opéra de Richard Wagner
- 1996 : Juan Darién: A Carnival Mass, musical, écrit par Julie Taymor et Elliot Goldenthal, d'après Juan Darién de Horacio Quiroga
- 1997 : Le Roi Lion, musical d'Elton John et Lebo Morake, inspiré du film Le Roi lion
- 1999 : The Green Bird, musical, d'après L'Oiseau vert de Carlo Gozzi
- 2005 : La Flûte enchantée, opéra de Mozart
- 2006 : La Flûte enchantée, nouvelle version abrégée de l'opéra de Mozart
- 2007 : Grendel, opéra d'Elliot Goldenthal
- 2010 : Spider-Man: Turn Off the Dark, musical inspiré de Spider-Man
- 2013 : A Midsummer Night’s Dream, théâtre, d'après Le Songe d'une nuit d'été de William Shakespeare

## Livres
- 1998 : The Lion King : Pride Rock on Broadway, Hyperion Books
- 2000 : Titus : The Illustrated Screenplay, Newmarket Press
- 2007 : Julie Taymor : Playing with Fire, co-écrit avec Eileen Blumenthal et Antonio Monda
- 2009 : Frida : Bringing Frida Kahlo's Life and Art to Film, Newmarket Press
- 2010 : The Tempest, screenplay, adapté de la pièce de William Shakespeare, Abrams Books

## Récompenses
- Molière 2008 des meilleurs costumes pour Le Roi lion.
- Tony Award des meilleurs costumes en 1998 pour Le Roi lion.
- Le 30 avril 2006 est diffusé aux États-Unis Échec et math pour les filles, 19e épisode de la 17e saison des Simpson. Son apparence et sa voix sont utilisés lors de l'hommage qui lui est rendu (comme prétendue metteuse en scène du musical (comédie musicale) Stabalot, dans laquelle jouent les marionnettes d'Itchy et Scratchy...).